# Гречій-де-Жос
Гречій-де-Жос (рум. Grecii de Jos) — село у повіті Яломіца в Румунії. Адміністративно підпорядковане місту Ф'єрбінць-Тирг.
Село розташоване на відстані 33 км на північний схід від Бухареста, 81 км на захід від Слобозії, 123 км на південний схід від Брашова.

## Населення
За даними перепису населення 2002 року у селі проживали 420 осіб, з них 416 осіб (99,0%) румунів. Усі жителі села рідною мовою назвали румунську.